# عباس بن محمد (الداعي المطلق)
عباس بن محمد هو الداعي المطلق الخامس عشر الإسماعيلي الطيبي (توفي في 8 شوال 779هـ/ 6 شبا\ 1378م، في حصن عفيدة، جوار المحاريق، صنعاء ، همدان، اليمن). وقد خلف الداعي الرابع عشر سيدنا عبد المطلب في المنصب الديني، وكان الداعي العاشر من نسل بني الوليد.

## الحياة
أصبح العباس بن محمد داعيًا مُطلقًا سنة 746 هـ  / 1354 م. كانت فترة دعوته من سنة 746-779هـ/1354-1377م حوالي ثلاث وعشرين سنة.
كان سيدنا عباس يشدد على الصلاة المفروضة، وكان يحرم من حضوره من يقصر فيها أو يهمل فيها. وأمر أيضًا أن لا يدرس أحد التأويل حتى يتقن ظاهر الشريعة.
وعهد إلى سيدنا عبد الله فخر الدين بإدارة إقليم حراز.

## روابط خارجية
- الإسماعيلية تاريخها وعقيدتها تأليف فرهاد دفتري (فصل - الإسماعيلية المستعلية -ص 11). 300-310)
- عيون الأخبار هو النص الأكثر اكتمالاً الذي كتبه الداعي الإسماعيلي/الطيبي/الداوودي التاسع عشر السيد إدريس بن حسن عن تاريخ الجماعة الإسماعيلية من أصولها حتى القرن الثاني عشر الميلادي في عهد الخلفاء الفاطميين المستنصر (ت. 487/1094)، وعصر الحكام المستعليين بما في ذلك المستعلي (ت. 495/1101) والأمير (ت. 524/1130)، ثم الجماعة الإسماعيلية الطيبية في اليمن.

| ألقاب شيعيَّة                                                                                                   | ألقاب شيعيَّة                                                  | ألقاب شيعيَّة             |
| --- | ------------------------------------------------------------ | ----------------------- |
| عباس بن محمد (الداعي المطلق) الداعي المطلق توفي: سنة 1377 م في حصن عفيدة، جوار المحاريق، صنعاء ، همدان، اليمن |                                                              |                         |
| سبقه عبد المطلب بن محمد                                                                                       | الداعي المطلق الخامس عشر إلى الإسماعيلية الطيبية 1354–1377 م | تبعه عبد الله فخر الدين |